# Wonderland (album Steve’a Aokiego)
Wonderland – debiutancki album studyjny amerykańskiego DJ-a i producenta muzycznego Steve’a Aokiego. Wydany 10 stycznia 2012 roku przez wytwórnię płytową, Ultra Records. W nagraniach albumu udział wzięli m.in. Afrojack, Travis Barker, Kid Cudi, Lil Jon, LMFAO czy Laidback Luke.

## Lista utworów
Opracowano na podstawie materiału źródłowego.
| 1.  | „Earthquakey People” (gościnnie: Rivers Cuomo)                        | 3:36  |
|     |                                                                       |       |
| 2.  | „Ladi Dadi” (gościnnie: Wynter Gordon)                                | 4:04  |
|     |                                                                       |       |
| 3.  | „Dangerous” (gościnnie: will.i.am)                                    | 3:41  |
|     |                                                                       |       |
| 4.  | „Come with Me (Deadmeat)” (gościnnie: Polina Goudieva)                | 4:17  |
|     |                                                                       |       |
| 5.  | „Emergency” (gościnnie: Lil Jon i Chiddy Bang)                        | 3:37  |
|     |                                                                       |       |
| 6.  | „Livin’ My Love” (gościnnie: LMFAO i NERVO)                           | 3:08  |
|     |                                                                       |       |
| 7.  | „Control Freak” (gościnnie: Blaqstarr i Kay)                          | 3:37  |
|     |                                                                       |       |
| 8.  | „Steve Jobs” (gościnnie: Angger Dimas)                                | 6:15  |
|     |                                                                       |       |
| 9.  | „Heartbreaker” (gościnnie: Lovefoxxx)                                 | 4:11  |
|     |                                                                       |       |
| 10. | „Cudi the Kid” (gościnnie: Kid Cudi i Travis Barker)                  | 4:46  |
|     |                                                                       |       |
| 11. | „Ooh” (gościnnie: Robert Raimon Roy)                                  | 4:46  |
|     |                                                                       |       |
| 12. | „The Kids Will Have Their Say” (gościnnie: Sick Boy, Big John i Eric) | 3:14  |
|     |                                                                       |       |
| 13. | „Earthquakey People (The Sequel)” (gościnnie: Rivers Cuomo)           | 6:07  |
|     |                                                                       |       |
|     |                                                                       | 55:19 |
|     |                                                                       |       |

### Utwory bonusowe na iTunes
| 14. | „Turbulence” (Radio Edit) (oraz Laidback Luke; gościnnie: Lil Jon) | 3:48  |
|     |                                                                    |       |
| 15. | „No Beef” (oraz Afrojack; gościnnie: Miss Palmer)                  | 6:01  |
|     |                                                                    |       |
| 16. | „Misfits” (oraz Travis Barker)                                     | 4:20  |
|     |                                                                    |       |
|     |                                                                    | 14:09 |
|     |                                                                    |       |

## Pozycje na listach
| Notowania                          | Najwyższa pozycja |
| ---------------------------------- | ----------------- |
| US. (Billboard 200)                | 59                |
| US. Digital Albums (Billboard)     | 15                |
| US. Electronic Albums (Billboard)  | 6                 |
| US. Independent Albums (Billboard) | 7                 |